# 曹芳
曹 芳（そう ほう）は、三国時代の魏の第3代皇帝。
少帝芳、廃帝芳、斉王芳とも称される。

## 生涯

### 幼少期
先代の曹叡の子が相次いで夭折したために、親族の秦王曹詢と曹芳の兄弟を養子に迎えて、皇太子候補として養育していた。だが、その経歴ははっきりと判明していない。
青龍3年（235年）、斉王に封ぜられた。景初2年（238年）に、邪馬台国女王卑弥呼の使者が明帝への拝謁を求めて洛陽に到着している。この遣使の年は景初3年であるという異説（梁書倭国伝など）もあり、その場合には邪馬台国の使者が拝謁したのは曹芳だということになる。
景初3年（239年）正月朔（1日）、危篤となった曹叡は曹芳を皇太子に立て、曹芳が幼少（8歳）のため補佐役を選定した。曹叡は、曹宇を大将軍に任じ後事を託そうと考えていたが、劉放と孫資らの反対を受け、曹爽と司馬懿を後見人とした。

### 皇帝に即位
まもなく曹叡は崩御し遺体は高平陵に葬られ、曹芳が皇帝に即位した。政務に関しては曹爽と司馬懿が取り仕切り、剣履上殿（剣を帯び、靴を履いたままの昇殿が許される）・入朝不趨（朝廷内で小走りに走らなくとも咎められない）・謁賛不名（皇帝に目通りする際に実名を呼ばれない）という特権を与えられた。司馬懿は対蜀漢の前線を任されていたため、曹爽が内政を執り行い、司馬懿が軍事を管轄した。この時点では、表面上は曹爽が年輩の司馬懿を敬っていたため、両者の間に大きな軋轢は見られなかった。
正始2年（241年）、呉の朱然らが樊城を包囲すると、司馬懿は自ら進み出て軽騎兵を指揮して救援におもむき、朱然を退けた（芍陂の役）。正始4年（243年）正月、元服した。曹操の廟庭に功臣20人を祭った。この年に倭国女王が朝貢している。
正始5年（244年）、曹爽は大功を立てるため蜀漢への侵攻を企てる。司馬懿は失敗を予期して強く反対したが、曹爽は蜀漢出兵を強権的に行い（興勢の役）、結果的に大失敗に終わり多くの損害を出した。そのため、これ以降両者の対立が表面化することとなった。同年、曹操の廟庭に功臣1人を追加して祭った。
正始7年（246年）、毌丘倹・王頎が高句麗を討伐する。正始8年（247年）、帯方太守王頎到官。この頃に半島の直轄化が完了した。
同年5月、曹爽が政治権力の集約を図る中、身の危険を感じた司馬懿は政務に関与せず自邸に引きこもった。それを聞いた曹爽と何晏はさらに専横を強め、国家転覆をも企てんとしていた。そんな中李勝は曹爽の命で司馬懿邸を訪れると、司馬懿は病が重いふりをする。それにより曹爽らは司馬懿に対する警戒を解いた。

### 司馬氏の台頭
嘉平元年（249年）1月6日、曹芳が明帝の陵墓に参拝するために高平陵に向かった隙を突き、司馬懿が洛陽を制圧し曹爽は降伏する（高平陵の変）。その後曹爽一族、一党を追放・誅殺したため、これ以降の魏は事実上司馬氏の支配するところとなった。
嘉平3年（251年）、王淩が曹彪を擁してクーデターを図るが露顕し、王淩は自殺、曹彪も死罪となる（王淩の乱）。この頃司馬懿が死去し、司馬師が実権を握った。尚、司馬懿はすぐ太祖廟の功臣に加えられた。その際、功臣を官位の高い者順に並べ替えるべきとの意見が出され、司馬懿が太祖廟功臣の最上位にされた。
嘉平6年（254年）、李豊・夏侯玄・張緝（張皇后の父）らが司馬師を追放しようと計画するが失敗し、関係者は全て誅殺された。張皇后を廃し、新たに王皇后を立てた。
この事件により司馬師は皇帝の廃位を計画し、既に成人しているのに政務を看ずに色欲に耽っているという理由で曹芳は廃位され、斉王に引き戻された。時に23歳であった。廃位後洛陽を去る時、数十名の朝臣のみが見送った。その後曹髦が皇帝に即位する。
泰始元年（265年）、晋が成立すると、邵陵公に降格された。泰始10年（274年）に43歳で死去した。

## 血縁

### 后妃
- 正室：懐皇后甄氏、皇后張氏、皇后王氏
- 側室：貴人邢氏（のちに孫壱の妻）、美人張氏、保林李華、保林劉勛、禺婉

### 子
不詳

### 兄
- 曹詢